# Croquet ai Giochi della II Olimpiade
Alla II Olimpiade si disputarono tre eventi di croquet. Vi parteciparono sette uomini e tre donne tutti francesi. Le competizioni si tennero al Bois de Boulogne.

## Risultati
| Evento             | Oro                           | Argento          | Bronzo             |
| Singolo, una palla | Gaston Aumoitte               | Georges Johin    | Chrétien Waydelich |
| Singolo, due palle | Chrétien Waydelich            | Maurice Vignerot | Jacques Sautereau  |
| Doppio             | Gaston Aumoitte Georges Johin | Nessuno          | Nessuno            |

## Eventi

### Singolo, una palla
Primo turno
| Posizione | Nome                 | Nazionalità | Punteggio        |
| --------- | -------------------- | ----------- | ---------------- |
| 1         | Chrétien Waydelich   | Francia     | 11 punti         |
| 2         | Georges Johin        | Francia     | 13 punti         |
| 3         | Blachère             | Francia     | 17 punti         |
| 4         | Gaston Aumoitte      | Francia     | 18 punti         |
| 5         | Desprès              | Francia     | 24 punti         |
| —         | Jeanne Filleul-Brohy | Francia     | Non ha terminato |
| —         | Marcel Haëntjens     | Francia     | Non ha terminato |
| —         | Marie Ohier          | Francia     | Non ha terminato |
| —         | Jacques Sautereau    | Francia     | Non ha terminato |

Secondo turno
Waydelich e Blachère furono eliminati al secondo turno.  Waydelich, in terza posizione, vinse la medaglia di bronzo.
| Posizione | Nome      | Nazionalità | Punteggio |
| --------- | --------- | ----------- | --------- |
| 1         | Johin     | Francia     | 16 punti  |
| 2         | Aumoitte  | Francia     | 18 punti  |
| Bronzo    | Waydelich | Francia     | 20 punti  |
| 4         | Blachère  | Francia     | 22 punti  |

Finale
Aumoitte vinse il torneo.
| Posizione | Nome     | Nazionalità | Punteggio |
| --------- | -------- | ----------- | --------- |
| Oro       | Aumoitte | Francia     | 15 punti  |
| Argento   | Johin    | Francia     | 21 punti  |

### Singolo, due palle
Il torneo a due palle fu disputato il 4 luglio 1900.
1º Turno
Desprès, Blachère e Brohy vengono sconfitti al primo turno ed eliminati.
| Vincitore | Punteggio   | Sconfitto            |
| --------- | ----------- | -------------------- |
| Vignerot  | 2-0 (42-40) | Desprès              |
| Sautereau | 2-0 (41-19) | Blachère             |
| Waydelich | Forfait     | Jeanne Filleul-Brohy |

2º Turno
| Vincitore | Punteggio   | Sconfitto |
| --------- | ----------- | --------- |
| Waydelich | 2-1 (42-41) | Vignerot  |
| Waydelich | Sconosciuto | Sautereau |
| Waydelich | Sconosciuto | Blachère  |
| Vignerot  | 2-1 (42-41) | Sautereau |
| Vignerot  | Forfait     | Blachère  |
| Sautereau | Sconosciuto | Blachère  |

Classifica finale
| Posizione | Nome                 | Nazionalità |
| --------- | -------------------- | ----------- |
| Oro       | Chrétien Waydelich   | Francia     |
| Argento   | Maurice Vignerot     | Francia     |
| Bronzo    | Jacques Sautereau    | Francia     |
| 4         | Blachère             | Francia     |
| —         | Desprès              | Francia     |
| —         | Jeanne Filleul-Brohy | Francia     |

### Doppio
| Posizione | Nome                          | Nazionalità |
| --------- | ----------------------------- | ----------- |
| Oro       | Gaston Aumoitte Georges Johin | Francia     |

## Medagliere
| Posizione | Paese   |   |   |   | Totale |
| --------- | ------- | - | - | - | ------ |
| 1         | Francia | 3 | 2 | 2 | 7      |